# Shigeru Ishiba
Shigeru Ishiba (石破 茂 Ishiba Shigeru?, 4 de febrero de 1957) es un político japonés que desempeña el cargo de primer ministro de Japón y presidente del Partido Liberal Democrático (PLD) desde 2024, 
también ejerce como miembro de la Cámara de Representantes desde 1986. Anteriormente sirvió como ministro de Defensa de 2007 a 2008, ministro de Agricultura, Silvicultura y Pesca de 2008 a 2009, además fue secretario general de su partido de 2012 a 2014.
Ishiba nació en una familia política; su padre, Jirō Ishiba, desempeñó el cargo de gobernador de la Prefectura de Tottori de 1958 a 1974, antes de convertirse más tarde en ministro del Interior. Tras la muerte de su padre, y después de graduarse de la Universidad de Keiō, Ishiba trabajó en un banco antes de acceder a la carrera política. A la edad de 29 años, Ishiba fue elegido miembro de la Cámara de Representantes en las elecciones generales de 1986 como integrante del PLD. Como miembro de la Dieta, Ishiba se especializó en política agrícola y política de defensa. Fue nombrado viceministro parlamentario de agricultura bajo el mandato de Kiichi Miyazawa, pero abandonó el PLD en 1993 para unirse al Partido de Renovación de Japón. Después de pasar por varios partidos y regresar al PLD en 1997, Ishiba ocupó varios puestos destacados, entre ellos el de director general de la Agencia de Defensa durante el mandato del primer ministro Junichiro Koizumi, ministro de Defensa durante el mandato de Yasuo Fukuda y ministro de Agricultura, Silvicultura y Pesca durante el mandato de Tarō Asō.
Ishiba se convirtió en una figura clave dentro del PLD y se postuló varias veces para liderar el partido. Primero en 2008, donde quedó en quinto lugar, compitiendo contra Shinzō Abe en las elecciones de 2012 y 2018. A pesar de sus críticas al faccionalismo del PLD, estableció su propia facción, en 2015, aspirando al liderazgo. Tras la dimisión de Abe, Ishiba se presentó en 2020, pero quedó tercero detrás de Yoshihide Suga. Se negó a presentarse a las elecciones de 2021, pero se presentó por quinta y última vez en 2024, donde venció a su oponente Sanae Takaichi en una segunda vuelta, convirtiéndose en el nuevo líder del partido e investido como primer ministro.
Ishiba se ha ganado una reputación de inconformista político debido a su disposición a criticar a su partido, así como a sus posturas relativamente liberales sobre cuestiones sociales; apoyó una moción de censura contra Miyazawa en 1993 y criticó a Abe durante todo su segundo mandato, a pesar de haber servido en los gobiernos de ambos primeros ministros.

## Primeros años
Ishiba nació el 4 de febrero de 1957 en el barrio de Chiyoda, Tokio, pero registró su domicilio en la ciudad natal de su padre en el distrito de Yazu de la prefectura de Tottori. Su padre, Jirō Ishiba, era un funcionario del gobierno con el cargo de Viceministro de Construcción. Su madre era maestra y nieta del ministro cristiano Michitomo Kanamori.
Jirō Ishiba fue elegido gobernador de la prefectura de Tottori en 1958, por lo que la familia se mudó a Tottori; Ishiba no recuerda haber vivido en Tokio. Jirō Ishiba serviría como gobernador hasta 1974, y más tarde fue elegido para la Cámara de Consejeros y sirvió como ministro del Interior en el gabinete de Zenkō Suzuki.
Shigeru Ishiba creció y asistió a la escuela en la prefectura de Tottori. Después de graduarse de la escuela secundaria de la Universidad de Tottori, se mudó para asistir a la escuela secundaria superior de Keio y luego estudió derecho en la Universidad de Keio en Tokio. Después de graduarse en 1979, comenzó a trabajar en el Banco Mitsui. Su padre murió en 1981. El ex primer ministro Kakuei Tanaka, que era amigo de su padre, actuó como presidente del comité funerario. Tanaka alentó a Ishiba a convertirse en político para continuar con el legado de su padre.

## Carrera política
Ishiba dejó el banco en 1983 y comenzó a trabajar en la secretaría del Club del Jueves, la facción de Kakuei Tanaka en el Partido Liberal Democrático. En las elecciones de julio de 1986, Ishiba se presentó como candidato del PLD por el distrito general de Tottori y fue elegido para la Cámara de Representantes. A la edad de 29 años, era el miembro más joven de la Cámara en ese momento.
Como miembro júnior de la Dieta, Ishiba se especializó en política agrícola, pero la guerra del Golfo en 1990 y una visita a Corea del Norte en 1992 estimularon su interés en la política de defensa. Actuó como viceministro parlamentario de agricultura durante el gabinete de Miyazawa, antes de desertar del PDL en 1993 para unirse al Partido de Renovación de Japón. Cuando el Partido de Renovación de Japón se fusionó con varios otros partidos, Ishiba pasó a formar parte del Partido Nueva Frontera, pero se desilusionó por las luchas constantes entre facciones Ozawa y no Ozawa en el partido y se fue en 1996. Se reincorporó al PDL al año siguiente.
Ishiba fue reelegido como viceministro parlamentario de Agricultura bajo el Gabinete Mori en julio de 2000, pero fue transferido al puesto de subdirector general de la Agencia de Defensa en diciembre. Fue reemplazado cuando se nombró el Gabinete de Koizumi, pero cuando Koizumi lo reorganizó en septiembre de 2002, Ishiba se convirtió en director general de la Agencia de Defensa, pasando a formar parte del gabinete por primera vez. Permaneció hasta septiembre de 2004.
Ishiba fue nombrado Ministro de Defensa del gabinete del primer ministro Yasuo Fukuda el 26 de septiembre de 2007, desempeñando ese cargo hasta el 1 de agosto de 2008. Ishiba fue la segunda persona en el gabinete de Fukuda en expresar su creencia en la existencia de ovnis después de Nobutaka Machimura. Con ese fin, apareció en un programa de televisión japonés que incluía extractos doblados de la serie Alien Invasion del National Geographic Channel en junio de 2012.
Tras la dimisión de Fukuda, Ishiba se presentó como candidato a la presidencia del PLD. En las elecciones de liderazgo, celebradas el 22 de septiembre de 2008, Tarō Asō ganó con 351 de los 527 votos; Ishiba quedó quinto y último con 25 votos. En el Gabinete de Aso, constituido el 24 de septiembre de 2008, Ishiba fue nombrado Ministro de Agricultura, Silvicultura y Pesca.
En 2012, mientras el PLD todavía estaba en la oposición, Ishiba se presentó nuevamente a la presidencia del PLD y fue derrotado por poco ante Shinzō Abe. Aceptó el cargo de secretario general el 27 de septiembre de 2012. Abe lo volvió a nombrar en el cargo después de las elecciones de diciembre de 2012 en las que el PDL volvió al gobierno.
Recibió muchas críticas por una declaración que hizo en noviembre de 2013, en la que comparó las protestas públicas pacíficas contra el nuevo proyecto de ley de secreto presentado por su gobierno con "actos de contraterrorismo". Posteriormente retiró el comentario.
En la reorganización del gabinete de septiembre de 2014, Abe trasladó a Ishiba de su puesto de Secretario General del PDL y lo nombró para el cargo recién creado de ministro para la Superación del Declive Poblacional y la Vitalización de la Economía Local. Más tarde se supo que había rechazado la oferta de un puesto en el gabinete como responsable de la próxima legislación de seguridad del gobierno.
A pesar de haber sido un crítico abierto del faccionalismo en el PDL, Ishiba lanzó su propia facción, el Suigetsukai, el 28 de septiembre de 2015, con el objetivo de suceder al primer ministro en funciones, Shinzo Abe. Sin embargo, con 19 miembros, excluyendo a Ishiba, le faltaba un miembro para alcanzar los 20 votos necesarios para la nominación para el liderazgo del PDL.
Ishiba abandonó el gabinete en la reorganización de abril de 2016, tras rechazar el Ministerio de Agricultura. Ishiba desafió a Abe en las elecciones presidenciales del PLD de 2018.
En 2020, tras la dimisión de Shinzo Abe, Ishiba se postuló para el liderazgo del Partido Liberal Democrático, perdiendo ante Yoshihide Suga, quedando tercero en la clasificación general. Ishiba se negó a presentarse como candidato a las elecciones de liderazgo del Partido Liberal Democrático de 2021 y en su lugar apoyó a Taro Kono.

## Primer ministro de Japón
Se presentó y ganó las elecciones presidenciales del Partido Liberal Democrático de 2024. Es primer ministro de Japón desde el 1 de octubre de 2024 y será el primer cristiano protestante en asumir el cargo.

## Posiciones políticas

### Vistas sociales
Ishiba se ha pronunciado a favor de permitir que las parejas casadas tengan apellidos separados y de legalizar el matrimonio entre personas del mismo sexo.

### Política exterior
Durante la crisis de Corea del Norte de 2013, Ishiba declaró que Japón tenía derecho a lanzar un ataque preventivo contra Corea del Norte.

### Asuntos militares
Ishiba es conocido como un "gunji otaku" (un fanático militar) y tiene un gran interés en asuntos militares. Es conocido por tener una gran experiencia relacionada con sistemas de armas, cuestiones legales sobre defensa y también es aficionado a construir y pintar modelos de aviones y barcos.
Ishiba declaró en 2010 en diversas ocasiones que cree que Japón necesita su propio equivalente del Cuerpo de Marines de los Estados Unidos para poder defender sus numerosas islas pequeñas, cuando era jefe de políticas del PDL en la oposición, y como secretario general del partido en marzo de 2013, después de que el PDL recuperara el gobierno.
En 2011, Ishiba respaldó la idea de que Japón mantuviera la capacidad de construir armas nucleares.
En 2017, Ishiba reiteró que Japón debería tener la capacidad de construir armas nucleares, afirmando que "Japón debería tener la tecnología para construir un arma nuclear si quiere hacerlo". 

## Vida personal
Ishiba es un cristiano protestante. Fue bautizado a la edad de 18 años en la iglesia Tottori perteneciente a la Iglesia Unida de Cristo en Japón. En los últimos años ha asistido al Desayuno Nacional de Oración del CBMC Evangélico. También visita las tumbas budistas de sus antepasados y practica el culto en un santuario sintoísta.
Ishiba es conocido por ser un fanático de los vehículos militares, los trenes y las idols japonesas. Fue noticia cuando permitió que un vehículo de las Fuerzas de Autodefensa de Japón se exhibiera en el Shizuoka Hobby Show, una feria comercial de modelos de plástico y radiocontrolados.